# جايسون كرامب (لاعب كرة قدم كندية)
جايسون كرامب هو لاعب كرة قدم كندية كندي، ولد في 26 أبريل 1973 في فانكوفر في كندا.

## وصلات خارجية
- جايسون كرامب على موقع JustSportsStats.com (الإنجليزية)